# Валтерс, Эвалдс
Эвалдс Валтерс (латыш. Ēvalds Valters; 2 апреля 1894 — 26 сентября 1994) — советский и латвийский актёр театра и кино, старейший актёр Латвии. Народный артист Латвийской ССР (1981). Почётный член Академии наук Латвии.

## Биография
Родился на хуторе Эглениеки Гольдингенского уезда (ныне Курмальская волость Кулдигского края) в семье лесника Микеля Шенберга и хуторянки Анны Валтерс.
После смерти отца (1897), когда Эглениеки сменили владельца, семья переехала в Гольдинген (сегодняшняя Кулдига). Кроме Эвалдса, у Анны Валтерс на руках осталось ещё 5 детей. В городе пошёл в школу и окончил положенные 6 классов.
В свободное время подрабатывал садовником у своего дяди. После окончания школы работал на спичечной фабрике «Вулкан» и учился на парикмахера. В 1912 перебрался в Ригу, днём работал, вечерами изучал французский, немецкий и английский языки на курсах «Языковед». Перешёл работать на винокуренный завод Шваба и вскоре после начала войны попал в эвакуацию.
Три месяца провёл в комитете беженцев и добровольцем поступил в действующую армию. Был зачислен в 5-й Земгальский полк, которым командовал полковник Иоаким Вациетис. После демобилизации (1920) два года учился в Московской студии киноактёра «Творчество» у Евгения Вахтангова.
Учеником студии снялся в немом фильме «Ангел-хранитель». В 1923 обучался актёрскому мастерству в латышском театре-студии «Скатувэ» у Освальда Глазниека. В этом же году вернулся в Латвию. По личному поручению Петра Стучки передал его письмо Янису Райнису.
В 1923—1928 актёр и режиссёр Лиепайского нового театра, преподавал в Народном институте. Женился на актрисе своего театра Мирдзе Каупине, дочь от этого брака Майя Гале живёт в Англии.
В сезоне 1928—1929 выступал на сцене театра Дайлес (Художественный театр). Следующий сезон — актёр и режиссёр Даугавпилсского театра, затем — Лиепайского театра. В 1932 вернулся в Ригу и вместе с Теодором Лацисом основал Народный театр, просуществовавший до 1934. Женился на лиепайчанке Алиде Грин, две дочери — Лайма Несауле и Мара Валтере. Перешёл в Лиепайский театр 1934—1938.
Как бывшему стрелку Министерство земледелия выделило участок земли в Биерини, на окраине Риги (1939), который обошёлся в 500 латов. У кофейного фабриканта, репатрианта-немца Таубе, купил яхту, назвал Ведьмой (Ragana) и плавал на ней по Лиелупе до середины 50-х годов.
В 1940 за выход в эфир сообщения, расценённого как провокационное, был арестован на короткое время. Стал директором Елгавского театра (1940—1941), в дальнейшем перешёл в театр Дайлес и уже до конца жизни остался его актёром. В третьем браке был женат на актрисе Вере Грибаче, сын Райтис.
Повторно арестован на более длительный срок в 1945 году. Освобождён при личном участии в его судьбе Эдуарда Смильгиса. Гораздо позже, в 1983, допрашивался в Комитете Госбезопасности, но уже без последствий.
Значительная часть жизни была отдана литературному творчеству. В честь 300-летнего юбилея Жана Расина была издана пьеса «Британик», перевод которой сделал Э. Валтерс (1939). В 1949—1955 написал сборник стихов «Русиада», опубликованный в Швеции Латышским национальным фондом. В Латвии был опубликован в 1990, повторное издание 1992. В 1985 издательство «Лиесма» выпустило басни Лафонтена в переводе Э. Валтерса.
8 октября 1988 года открывал съезд Народного фронта Латвии, 11 ноября того же года в торжественной обстановке поднимал Латвийский флаг на Башне Святого Духа Рижского замка.
Умер 26 сентября 1994 года, похоронен на рижском Братском кладбище (главном в стране воинском захоронении).

## Театральные работы
С 1917 по 1991 сыграл 300 ролей в четырёх театрах:
- Театр 5-го Земгальского стрелкового полка (1917) — 2 роли.
- Лиепайский театр (1923—1928) — 28 ролей.
- Дайлес театр (1928—1929) — 12 ролей.
- Лиепайский театр (1930—1931) — 16 ролей.
- Народный театр (1932—1933) — 4 роли.
- Лиепайский театр (1934—1938) — 61 роль.
- Дайлес театр (1941—1991) — 106 ролей.

Среди сыгранного: латышская, русская, европейская классика, пьесы современных (на тот момент) авторов. Первая роль — в спектакле Г. Райниса «Гирт Вилкс» и последняя — ночной сторож в инсценировке романа Рутку Тевса «Слуги Дьявола».
В репертуаре актёра была в числе прочих и роль Ленина в спектакле Мориса Ростана «Николай II и Ленин» (Постановка Лиепайского театра 1930 года).
Как и в кино, был виртуозным исполнителем небольших ролей, требовательным к себе и к коллегам актёром.

## Фильмография
Полный список работ актёра в кино:
- 1922 — Ангел-хранитель — эпизод
- 1939 — Сын рыбака — старик Клява
- 1956 — Причины и следствия — эпизод
- 1957 — Рита — аптекарь
- 1957 — Сын рыбака (новая версия) — эпизод
- 1958 — Чужая в поселке — Суструпс
- 1964 — Капитан Нуль — Дундурс
- 1965 — Клятва Гиппократа — фельдшер Ланка
- 1966 — Эдгар и Кристина — эпизод
- 1966 — Я всё помню, Ричард — эпизод
- 1966 — «Циклон» начнётся ночью — хозяин кабаре (в титрах не указан)
- 1967 — Часы капитана Энрико — библиотекарь
- 1967 — Жаворонки прилетают первыми — Анстинс
- 1968 — 24-25 не возвращается — эпизод
- 1968 — Времена землемеров — крестьянин
- 1969 — У богатой госпожи — эпизод
- 1970 — Слуги дьявола — Экс
- 1970 — Республика Вороньей улицы — чистильщик обуви
- 1971 — Рогатая глина — чёрт
- 1972 — Ель во ржи — Кримульденс
- 1972 — Слуги дьявола на чёртовой мельнице — Экс
- 1972 — Илга-Иволга — автобусный попутчик
- 1974 — Нападение на тайную полицию — помощник Грегуса
- 1975 — В клешнях чёрного рака — управляющий
- 1975 — Мой друг — человек несерьёзный — Чаканс
- 1976 — Быть лишним — сторож
- 1976 — Мастер — Ранцанс
- 1976 — Соната над озером — Эйдис
- 1977 — Отблеск в воде — Петерис Лодыньш
- 1977 — Будьте моей тещей! — Альберт
- 1978 — Театр — капитан, гость мамы Джулии
- 1979 — Ночь без птиц — Кракштис
- 1979 — Незаконченный ужин — Арнольд
- 1979 — Всё из-за этой шальной Паулины — фотограф
- 1981 — Помнить или забыть — Придис
- 1981 — Лимузин цвета белой ночи — Алфред Фигал
- 1982 — Забытые вещи — Валтерс
- 1985 — Проделки сорванца — Столле-Йоке
- 1986 — В заросшую канаву легко падать — Торнис
- 1990 — Наследница «Оборотней» — эпизод
- 1990 — Майя и Пайя — дедушка чёрта

## Звания и награды
- 1947 — Орден «Знак Почёта».
- 1956 — Заслуженный артист Латвийской ССР.
- 1981 — Народный артист Латвийской ССР.
- 1992 — Академия наук Латвии избрала Э. Валтерса почётным членом.
- 1994 — «Почётный кадет» Военной академии.
- 1994 — Почётный член организации Латвияс Мазпулки.
- 1994 — Награждён Знаком отличия Службы безопасности Латвийской Республики и Знаком отличия Земессардзе Латвийской Республики.
- 1994 — Избран почётным председателем Общества Латышских стрелков.
- 1994 — 2 апреля награждён высшей военной наградой «Zobenu».
- 1994 — Почётный пенсионер Латвии.

## Память
- 1992 — 3 июля Э. Валтерс получил первый паспорт Латвийской Республики за номером LA 0500001.
- 1994 — Латвийская почта выпустила почтовую марку «Эвалдсу Валтерсу — 100».
- 1995 — Кембриджская энциклопедия опубликовала статью о Э. Валтерсе в своём сборнике «Кто был кто в XX столетии».
- 1994 — После смерти установлен гранитный бюст работы скульптора А. Терпиловского в саду Театрального музея.
- 1997 — У штаба батальона NBS (в районе Крестовых казарм) установлен памятный камень в честь старейшего солдата Э. Валтерса.
- 1997 — Скульптор Глеб Пантелеев изготовил восковую фигуру Э. Валтерса.
- 2004 — В новом рижском микрорайоне Дрейлини именем Э. Валтерса была названа улица.
- 2004 — По опросу читателей газеты «Латвияс Авизес», назван в числе 100 самых известных персон Латвии.